# Rechtsgutachten zur Gültigkeit der Unabhängigkeitserklärung Kosovos
Das Rechtsgutachten zur Gültigkeit der Unabhängigkeitserklärung Kosovos (englisch Accordance with international law of the unilateral declaration of independence in respect of Kosovo, albanisch Vendimi për Kosovën nga Gjykata Ndërkombëtare e Drejtësisë) ist ein Gutachten (engl. advisory opinion) des Internationalen Gerichtshofs (IGH) mit Sitz in Den Haag, welches sich mit den völkerrechtlichen Konsequenzen der Unabhängigkeitserklärung der kosovarischen Nationalversammlung am 17. Februar 2008 befasst. Den Antrag hierzu stellte die Generalversammlung der Vereinten Nationen, nachdem Serbien ein entsprechendes Anliegen ins Plenum eingebracht hatte. Das Rechtsgutachten wurde am 22. Juli 2010 veröffentlicht. Dabei wurde festgestellt, dass diese einseitige Unabhängigkeit (des Kosovo) nicht im Widerspruch zum Völkerrecht steht, was aber nicht bedeutet, dass das für jede andere einseitige Erklärung ebenfalls gilt und somit jeder Fall für sich betrachtet werden muss.

## Vorgeschichte

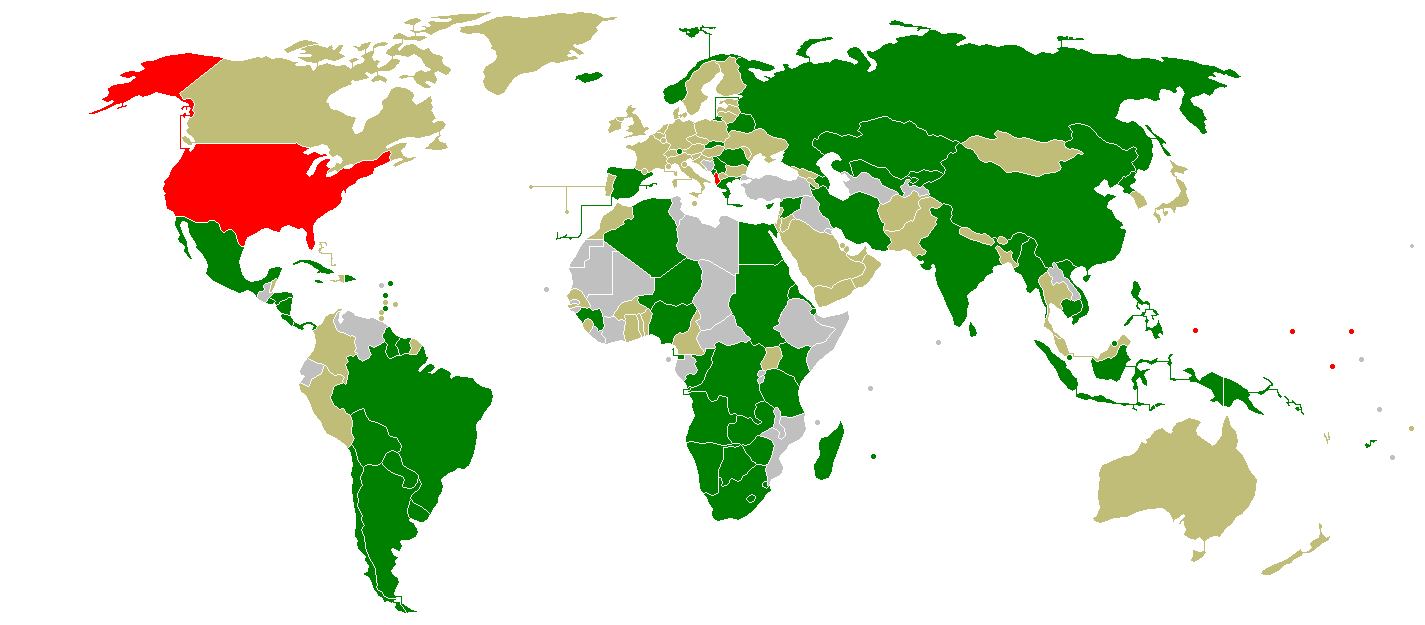
Abstimmungsverhalten bezüglich der Zulassung der serbischen Initiative:
Zustimmung
Ablehnung
Enthaltung
keine Teilnahme

Nach dem Ende des Kosovokriegs 1999 wurde die vormals zu Serbien gehörende Region des Kosovo unter die Verwaltung der United Nations Interim Administration Mission in Kosovo (UNMIK), der Interimsverwaltungsmission der Vereinten Nationen im Kosovo, gestellt. Die Befugnisse und Verantwortungen der Kommission wurden in der Resolution 1244 des UN-Sicherheitsrates geregelt. Die Resolution war unbefristet ausgelegt und gültig, bis ein ändernder Beschluss des Sicherheitsrates erfolgt.
Am 17. Februar 2008 erklärte das Parlament der Republik Kosovo einseitig die Unabhängigkeit, das heißt gegen den Willen Serbiens. Die Verfassung des Kosovo trat am 15. Juni 2008 in Kraft, in welcher der eigene Souveränitätsstatus festgeschrieben wurde.
Serbien verweigerte der Unabhängigkeit des Kosovos seine Zustimmung, am 15. August 2008 legte der serbische Außenminister Vuk Jeremić Beschwerde bei den Vereinten Nationen ein und äußerte den Wunsch nach einer Stellungnahme des internationalen Gerichtshofs. Dieser Initiative wurde am 8. Oktober 2008 mit 77 Ja-Stimmen, 74 Enthaltungen und sechs Gegenstimmen stattgegeben.

## Entscheidung des Gerichts
Die Entscheidung wurde am 22. Juli 2010 von Hisashi Owada verkündet, dem Präsidenten des Gerichts. Es stellte klar, dass die einseitige Unabhängigkeitserklärung des Kosovo nicht im Widerspruch zum Völkerrecht stehe, da weder das Völkergewohnheitsrecht noch das Völkervertragsrecht ein Verbot einseitiger Unabhängigkeitserklärungen eines Volkes beinhalte. Insbesondere verletze die einseitige Unabhängigkeitserklärung des Kosovo nicht die territoriale Integrität Jugoslawiens bzw. Serbiens, weil territoriale Unversehrtheit als Völkerrechtsprinzip nur für das Verhältnis zwischen Staaten, nicht jedoch für Akteure innerhalb eines Staates gelte.
Gleichwohl verweist der IGH auf Fälle in der völkerrechtlichen Praxis, in denen einseitige Unabhängigkeitserklärungen durch den UN-Sicherheitsrat für illegal erklärt wurden (beispielsweise die Unabhängigkeitserklärung Nordzyperns). Dies habe nicht an der Einseitigkeit der Unabhängigkeitserklärungen gelegen, sondern an ihren Umständen. Laut dem IGH kam die Völkerrechtswidrigkeit der einseitigen Unabhängigkeitserklärungen daher, dass sie mit unrechtmäßiger Gewaltanwendung (allgemeines Gewaltverbot) oder anderen groben Verstößen gegen das Völkerrecht einhergingen. Aufgrund des Ausnahmecharakters dieser Unabhängigkeitserklärungen könne aus der Handlungsweise des Sicherheitsrates kein generelles Verbot einseitiger Unabhängigkeitserklärungen abgeleitet werden.
Das Gericht sah sich ausdrücklich nicht veranlasst, „zu der Frage Stellung zu nehmen, ob das Völkerrecht dem Kosovo einen positiven Anspruch verleiht, einseitig seine Unabhängigkeit zu erklären oder, a fortiori, zu der Frage, ob das Völkerrecht allgemein den in einem Staat befindlichen Einheiten das Recht verleiht, sich einseitig von diesem Staat zu lösen.“ Es gehe nur darum, ob die Annahme der Unabhängigkeitserklärung durch die „Versammlung des Kosovo“ Völkerrecht breche. Auch müsse ein Gesetz, nur weil es das Völkerrecht nicht breche, noch nicht die Ausübung der darin verliehenen Rechte begründen.
Die Frage, welcher Rechtsstatus der „kosovarischen Nationalversammlung“ als Verkünder der Unabhängigkeitserklärung zukommen würde, blieb unbeantwortet. Das Gericht sprach von „Vertretern des Volkes des Kosovo“ und vermied somit den Konflikt, der sich daraus ergab, dass die einzig legitime Verwaltungsmacht bei der UNMIK lag. Gleichzeitig bestätigte das Gericht die Gültigkeit der Resolution 1244 des UN-Sicherheitsrates, welche die Souveränität und die territoriale Unversehrtheit der Bundesrepublik Jugoslawien erwähnt, deren Rechtsnachfolger das heutige Serbien ist.

## Internationale Reaktionen
Erwartungsgemäß wurde das Urteil von der Republik Kosovo begrüßt und von Serbien negativ bewertet. Von der EU und den USA wurde das Urteil wohlwollend aufgenommen, man sah sich in der diplomatischen Anerkennung des Kosovo bestätigt.